# Marquisat d'Assérac
 (décembre 2015).
Si vous disposez d'ouvrages ou d'articles de référence ou si vous connaissez des sites web de qualité traitant du thème abordé ici, merci de compléter l'article en donnant les références utiles à sa vérifiabilité et en les liant à la section « Notes et références ».
Assérac est une commune du département de la Loire-Atlantique. Par lettres patentes d'Henri III, données à Lyon en septembre 1574, la châtellenie d'Assérac fut érigée en marquisat au profit de Jean (5) de Rieux d'Assérac (mort en 1577) avec union des seigneuries d'Assérac, Faugaret, Ranrouët (en Herbignac), Betton, Thouairé, Coëtfrec et le Gué-de-l'Isle. Ces lettres furent enregistrées par le Parlement de Bretagne le 2 avril 1576.
Son sceau portait écartelé au 1 et 4 (d'azur) à 5 besants (d'or), au 2 et 3 des fasces breteschées. (Père Anselme, 6-769). La maison de Rieux porte habituellement 10 besants, 3, 3, 3 et 1.
La généalogie des "marquis d'Acérac" est donnée par le Père Anselme jusqu'à Jean-Gustave, 7e marquis, mort à Paris le 29 janvier 1713. Ruiné, il dut vendre son marquisat le 28 février 1679 à René de Lopriac. Son fils, Jean-Sévère de Rieux, est qualifié de marquis d'Oixant (Ouessant), sans doute par héritage de la branche de Sourdéac éteinte en 1713, et de baron de la Hunaudaye et de Montafilant